# Black Annis
Black Annis (o anche Black Agnes, Anna o Anny) è una figura del folklore inglese, nota in particolare nella regione delle Dane Hills, presso Leicester. Ad oggi è considerata semplicemente uno spauracchio per bambini.
È descritta tipicamente come una strega o un'orchessa dalla faccia blu, con denti zanne gialle e artigli lunghi e vestita di pelle, e secondo la leggenda vive in una grotta chiamata Black Annis' Bower, che avrebbe creato lei stessa scavando la roccia con le sue unghie. Avrebbe l'abitudine di catturare i bambini e gli agnelli che si trovassero nelle Dane Hills durante il crepuscolo, per spellarli, mangiarli e poi disperdere le loro ossa nei paraggi; secondo alcune versioni, attendeva le sue prede appostandosi fra i rami di una vecchia quercia cimata situata sopra la sua grotta. Con il nome di Cat Anna, era conosciuta dalle ragazzine della classe lavoratrice negli anni 1890, secondo le quali viveva in un tunnel che collegava le Dane Hills con le cantine del castello di Leicester.
Per una tradizione che è proseguita dal 1668 almeno fino al 1842, il lunedì di Pasqua un gatto morto, intinto nell'anice, veniva trascinato davanti alla grotta della strega, con un branco di cani al seguito; ciò avrebbe dovuto indurre Black Annis ad uscire dalla grotta per unirsi all'inseguimento, esponendosi così alla luce purificatrice del sole. 